# Fête de la République (Turquie)
Pour les articles homonymes, voir Fête de la République.
La fête de la République est une fête nationale qui célèbre la proclamation de la République turque du 29 octobre 1923. Les célébrations annuelles commencent à 13h00 le 28 octobre et se poursuivent pendant 35 heures.